# Ярдвілл (Нью-Джерсі)
Ярдвілл (англ. Yardville) — переписна місцевість (CDP) в США, в окрузі Мерсер штату Нью-Джерсі. Населення — 6965 осіб (2020).

## Географія
Ярдвілл розташований за координатами 40°11′12″ пн. ш. 74°39′47″ зх. д. / 40.18667° пн. ш. 74.66306° зх. д. (40.186645, -74.663080).  За даними Бюро перепису населення США в 2010 році переписна місцевість мала площу 10,55 км², з яких 10,49 км² — суходіл та 0,06 км² — водойми.

## Демографія
Згідно з переписом 2010 року, у переписній місцевості мешкало 7186 осіб у 2757 домогосподарствах у складі 2048 родин. Густота населення становила 681 особа/км².  Було 2841 помешкання (269/км²).
Расовий склад населення:
| - 92,9 % — білих - 2,8 % — чорних або афроамериканців - 2,3 % — азіатів - 0,1 % — корінних американців - 1,0 % — осіб інших рас |

До двох чи більше рас належало 0,9 %. Частка іспаномовних становила 4,3 % від усіх жителів.
За віковим діапазоном населення розподілялося таким чином: 20,0 % — особи молодші 18 років, 63,8 % — особи у віці 18—64 років, 16,2 % — особи у віці 65 років та старші. Медіана віку мешканця становила 44,3 року. На 100 осіб жіночої статі у переписній місцевості припадало 96,5 чоловіків;  на 100 жінок у віці від 18 років та старших — 91,6 чоловіків також старших 18 років.
Середній дохід на одне домашнє господарство  становив 100 737 доларів США (медіана — 87 741), а середній дохід на одну сім'ю — 115 353 долари (медіана — 110 183). Медіана доходів становила 70 921 долар для чоловіків та 59 615 доларів для жінок. За межею бідності перебувало 3,4 % осіб, у тому числі 0,0 % дітей у віці до 18 років та 3,9 % осіб у віці 65 років та старших.
Цивільне працевлаштоване населення становило 3763 особи. Основні галузі зайнятості: публічна адміністрація — 19,5 %, освіта, охорона здоров'я та соціальна допомога — 16,9 %, науковці, спеціалісти, менеджери — 12,4 %, виробництво — 11,0 %.